# Сабирање и одузимање
Сабирање и одузимање (фр. Tom Whisky ou L'illusioniste toqué; досл. Том Виски или луди илузиониста) француски је црно-бели неми натприродни хорор филм из 1900. године, редитеља Жоржа Мелијеса, који уједно тумачи и једну од главних улога. Остали глумци нису успешно идентификовани, али филмски историчар Жорд Садул тврди да је жена у средини Жана Марејла.
Филм је наведен под редним бројем 234. у каталогу Мелијесове издавачке куће Star Film Company, а постоје копије које су и до данас сачуване.

## Радња
Човек покушава да седне на столицу, али се непозната жена магично појави на њој. Он покуша да седне још неколико пута, али се догоди иста ствар. Убрзо након тога се одиграва још неколико невероватних трансформација.

## Улоге
- Жорж Мелијес као Том Виски
- Жана Марејла као жена